# Lognormalfördelning

Täthetsfunktionen för lognormalfördelningen.

Lognormalfördelningen är en sannolikhetsfördelning som förekommer inom matematisk statistik. Den beskriver fördelningen för en stokastisk variabel vars logaritm är normalfördelad. Med andra ord, om Y är en normalfördelad stokastisk variabel, är X = exp(Y) lognormalfördelad. 

## Definition
En lognormalfördelad stokastisk variabel kan definieras med hjälp av täthetsfunktionen 
{\displaystyle f(x;\mu ,\sigma )={\frac {1}{x\sigma {\sqrt {2\pi }}}}e^{-{\frac {(\ln(x)-\mu )^{2}}{2\sigma ^{2}}}}}
där {\displaystyle \mu } och {\displaystyle \sigma } är parametrar i den normalfördelade stokastiska variabel som ges av logaritmen. 

## Egenskaper
En lognormalfördelad stokastisk variabel har väntevärde
{\displaystyle \mathrm {E} (X)=e^{\mu +\sigma ^{2}/2}}
och varians
{\displaystyle \mathrm {Var} (X)=(e^{\sigma ^{2}}-1)e^{2\mu +\sigma ^{2}}.\,}
Fördelningen har moment av alla ordningar, men ingen momentgenererande funktion. 
Det gäller också att produkter av oberoende lognormalfördelade stokastiska variabler är lognormalfördelade. 
Om 
{\displaystyle X_{m}\sim \operatorname {Log-N} (\mu ,\sigma _{m}^{2}),\ m=1,\dots ,n}
är oberoende och lognormalfördelade variabler med samma μ-parameter, men inte nödvändigtvis samma σ, och {\displaystyle Y=\prod _{m=1}^{n}X_{m}}, så är
{\displaystyle Y\sim \operatorname {Log-N} \left(n\mu ,\sum _{m=1}^{n}\sigma _{m}^{2}\right)}.
Däremot är inte summan av oberoende lognormalfödelade stokastiska variabler lognormalfördelad.